# دولت‌آباد، مداک
دولت‌آباد (به انگلیسی: Doultabad) یک human-geographic territorial entity در هند است که در تلانگانا واقع شده‌است.